# Юний Рести
Юний Рести или Джоно Рестич е най-видният историк в ново време на историята на Дубровник. 